# Хуанлундун (Ханчжоу)
Хуанлундун або Печера Жовтого дракона (кит.: 黄龙洞; піньїнь: huánglóng dòng) — печера, що знаходиться неподалік Ханчжоу, озера Сіху й гори Баоші китайської провінції Чжецзян. Інші її назви Уменьдун (无 门洞, Печера без воріт), Фейлундун (飞龙 洞, Печера Летючого дракона).

## Опис
Печера є помірно невеликою. До 2002 року збільшилась до 74171 м². Печера розташована в передгір'ях Сісялін, поруч з бамбуковим гаєм. Сама печера невеличка, вишукана. Поруч розташоване джерело і парк. Поблизу розташовані старі гробниці, пагоди, гроти. Тут же розташований даоський монастир Баопу, із зображенням даоського енциклопедиста, вченого і алхіміка Ге Хуна (葛洪, 283—343).
Місце, де знаходиться джерело і печера, називається «Жовтий дракон випускає нирки» (黄龙 吐翠 Хуанлун туцуй). В печери існує чудова акустика, що дозволяє виконувати оперні твори.

## Легенда
Існує безліч легенд, що розповідають про те, як з'явилося це місце. Згідно з однією з них, чернець на ім'я Хуейкай (慧开) звів тут монастир і трудився у вірі. Якось він почув страшний гуркіт грому, який розколов гори. І з-під каменя забило джерело з чистою водою. Кажуть, це сам Жовтий дракон прибув за наказом Хуейкая.
За іншою легендою, з давніх-давен в печері Нефритових хмар, що розташована неподалік від цього місця, мешкали два жовтих дракона: старий і молодий. Одного разу старий дракон несподівано став творити зло, спопеливши вогнем Ханчжоу. Молодий дракон поступився родинними відносинами заради великої мети. Під його керівництвом люди стали заливати печеру Нефритових хмар, втопили старого дракона і загасили пожежу. Втім молодий дракон загинув в сутичці зі старим драконом. Зі сльозами люди поховали його. Їх сльози просочилися в серце молодого жовтого дракона і почали литися через його рот, а потім на могилі виник водоспад. Щоб увічнити пам'ять про нього, люди над водоспадом виліпили жовтого дракона, а місце назвали Печерою жовтого дракона.

## Історія
В періоди династій Сун, Юань, Мін та Цін тут був буддійський монастир. У 1922 році зведено даоський монастир. У роки Культурної революції (1966—1976) в Китаї голова жовтого дракона була зруйнована, а альтанки і галереї обвалилися від старості. У 1979 році почалися відновлювальні роботи. До 1980 року вкладено 135 тис. юанів.
У 1985 році включено до паркової системі озері Сіху. 1986 року інвестовано 376400 юанів. 1995 році на території печери створено тематичний парк. У 2002 році розширено межі парку.